# Halsa
Halsa este o comună din provincia Møre og Romsdal, Norvegia.